# Tamar Evangelestia-Dougherty
Tamar Evangelestia-Dougherty es una bibliotecaria estadounidense reconocida por  ser la primera directora mujer de las Bibliotecas y Archivos del Instituto Smithsoniano (2021-2024), el sistema de bibliotecas de museos más grande del mundo. Antes de este puesto, fungió como directora ejecutiva del Consorcio de Investigación de Metrópolis Negras (Black Metropolis Research Consortium) con sede en Chicago de 2011 a 2013 y directora de colecciones y servicios del Centro Schomburg para la Investigación de la Cultura Negra de 2013 a 2015.

## Trayectoria

### Estudios
Tamar Evangelestia-Dougherty fue criada en el West Side de Chicago por una madre soltera, Rochelle Weaver.   La Biblioteca Pública de Chicago le sirvió de refugio durante su juventud, proporcionándole consuelo y conocimiento. Asistió a la escuela secundaria metropolitana Von Steuben, graduándose en 1988. 
Evangelestia-Dougherty asistió a la Universidad de Houston, donde se graduó con una licenciatura en ciencias políticas en 1996.  Trabajó en las bibliotecas jurídicas de la Facultad de Derecho de la Universidad DePaul y del South Texas College of Law Houston como estudiante de pregrado.  Se inspiró para asistir a la escuela de bibliotecología por su experiencia de investigación en una feria de historia de la escuela secundaria, ya que sus supervisores fueron el bibliotecario de derecho Tobin Sparling y la archivista principal de la Biblioteca Pública de Chicago Beverly Cook.  Evangelestia-Dougherty asistió a Simmons College para obtener su maestría, especializándose en libros raros, archivos y gestión de conservación y estudiando con la archivista Jeannette Bastian.  Obtuvo su título de Maestría en Ciencias Bibliotecarias en 2003.  Mientras estudiaba en Simmons, trabajó como investigadora de archivos en la Biblioteca Presidencial John F. Kennedy y en la división de Manuscritos y Archivos de la Biblioteca de la Universidad de Yale. 
También se graduó en 2004 del Instituto de Minnesota para Bibliotecarios en Carrera Temprana de Grupos Tradicionalmente Subrepresentados.

### Carrera profesional
Evangelestia-Dougherty comenzó su carrera profesional con una serie de puestos de asistente de archivo, incluidos en la Biblioteca de la Universidad de Princeton, el Museo Whitney de Arte Estadounidense y los Herbarios de la Universidad de Harvard.  En 2003 se convirtió en Archivista David N. Dinkins en las Bibliotecas de la Universidad de Columbia, y de 2004 a 2007 trabajó como Curadora Herbert H. Lehman en Columbia. 
En 2007 comenzó a trabajar como archivista consultora para el Black Metropolis Research Consortium (BMRC), un esfuerzo colaborativo entre doce bibliotecas y museos de Chicago dedicado a la historia negra, fundado por Danielle Allen y alojado en la Universidad de Chicago.  Se desempeñó como directora ejecutiva de la organización de 2011 a 2013, liderando iniciativas y construyendo asociaciones de colaboración para descubrir y preservar colecciones ocultas relacionadas con la diáspora afroamericana.  Evangelestia-Dougherty trabajó directamente con individuos y organizaciones históricas sin fines de lucro negras y LGBTQ en la comunidad del área de Chicago y fue una figura activa en el movimiento de archivos comunitarios.  A través de programas, educación y recaudación de fondos, como la Iniciativa Consorcial Andrew W. Mellon del BMRC, en la que conceptualizó por primera vez la "Iniciativa del Segundo Espacio", y el Proyecto de Procesamiento de Cortina de Color CLIR del BMRC, destacó las colecciones negras en Chicago, haciéndolas más accesibles al público.  Su trabajo en el Consorcio de Investigación de Metrópolis Negras contribuyó a que la organización ganara el Premio al Servicio Distinguido de la Sociedad de Archivistas Estadounidenses en 2013. 
En 2013, asumió el cargo de directora de colecciones y servicios en el Centro Schomburg para la Investigación de la Cultura Negra de la Biblioteca Pública de Nueva York, donde dirigió la colección y la programación de cinco divisiones curatoriales, función que ocupó hasta 2015. 
Se unió a la biblioteca de la Universidad de Cornell en 2019 como bibliotecaria universitaria asociada. En ese cargo, creó Cornell Rare and Distinctive Collections (RAD), una serie de iniciativas y programas diseñados para crear un centro de investigación para un mayor uso de las colecciones únicas de la universidad. 
En octubre de 2021, Evangelestia-Dougherty fue anunciada como la nueva directora de las Bibliotecas y Archivos del Instituto Smithsoniano, la primera directora en supervisar las bibliotecas y archivos recientemente fusionados.  Las Bibliotecas y Archivos del Smithsonian comprenden 21 bibliotecas filiales que prestan servicios a los diversos museos del Instituto Smithsoniano, con 3 millones de volúmenes, 44.000 pies cúbicos de materiales de archivo y 137 miembros del personal.  Renunció al cargo, con efecto a partir del 1 de octubre de 2024, después de desempeñarse desde el 6 de diciembre de 2021.
En diciembre de 2024, Clinée Hedspeth anunció que Evangelestia-Dougherty se convertiría en la Comisionada Adjunta de Artes Visuales de Chicago en el Departamento de Asuntos Culturales y Eventos Especiales de la ciudad.  
Ha enseñado en varias organizaciones, incluyendo como profesora adjunta en la Universidad Dominicana de 2007 a 2013 y enseñando un curso titulado "Desarrollo y administración de colecciones de patrimonio étnico y cultural" en la Escuela de Libros Raros de California, donde también es miembro del comité asesor.  Fue directora general 2021-2022 de Digital Scriptorium, un consorcio de bibliotecas y museos estadounidenses que brindan acceso a colecciones de manuscritos premodernos, y formó parte del consejo directivo de la Asociación Estadounidense de Historia de la Imprenta de 2021 a 2024.  
Es una defensora del uso de la alfabetización de fuentes primarias en la educación K-12 y ha trabajado para promover bibliografías feministas.  El trabajo de Evangelestia-Dougherty administrando colecciones afroamericanas y en torno al concepto de "segundo espacio" (organizaciones comunitarias e individuos con colecciones enfocadas en temas y formatos no tradicionales pertenecientes a los afroamericanos) ha inspirado a otros archivistas que trabajan con colecciones negras. 

## Intereses personales
Evangelestia-Dougherty es una defensora de la concientización sobre las alergias alimentarias a través de la investigación y la educación sobre alergias alimentarias y ha colaborado con la revista Allergic Living . 